# Свята Польщі
Офіційні свята в Польщі визначені Законом про неробочі дні від 18 січня 1951 року (пол. Ustawa z dnia 18 stycznia 1951 o dniach wolnych od pracy), послідуючими поправками до нього, а також постановами Сейму Республіки Польща.
В результаті кількамісячного громадського обговорення в 2007 році був прийнятий закон, який забороняє торгівлю під час 13 офіційних неробочих свят, але не по неділях. Закон вступив в дію 26 жовтня 2007 року. Першим святом без торгівлі був День Всіх Святих 1 листопада 2007 року.
На даний час на офіційному рівні встановлено 13 свят — 3 державних свята та 10 релігійних свят, всі вони є неробочими днями.

## Офіційні свята та вихідні
| Дата                                 | Назва                          | Офіційна польська назва                | Короткий опис |
| ------------------------------------ | ------------------------------ | -------------------------------------- | --- |
| 1 січня                              | Новий рік                      | Nowy Rok                               | |
| 6 січня                              | Свято трьох королів            | Święto Trzech Króli                    | Повторно встановлене в 2011 році |
| Перехідні свята (березень — квітень) | Перший день Великодня          | Pierwszy dzień Wielkiej Nocy           | Припадає на одну з неділь в період з 22 березня по 25 квітня.                                                                       |
| Перехідні свята (березень — квітень) | Другий день Великодня          | Drugi dzień Wielkiej Nocy              | Припадає на одну з неділь в період з 22 березня по 25 квітня.                                                                       |
| 1 травня                             | День праці                     | Święto Pracy                           | Загальнодержавне свято. |
| 3 травня                             | Національне свято Третє травня | Święto Narodowe Trzeciego Maja         | Загальнодержавне свято, встановлене у 1919 році і відновлене 1990 року, в річницю прийняття Конституції Республіки Польща 3 травня. |
| 7-ма неділя після Великодня          | День Святої Трійці             | Pierwszy dzień Zielonych Świątek       | |
| 9-й четвер після Великодня           | Свято Тіла і Крові Христових   | Dzień Bożego Ciała                     | |
| 15 серпня                            | Вознесіння Діви Марії          | Wniebowzięcie Najświętszej Maryi Panny | Збігається з Днем польського війська.                                                                                               |
| 1 листопада                          | День усіх святих               | Wszystkich Świętych                    | |
| 11 листопада                         | День Незалежності Польщі       | Narodowe Święto Niepodległości         | В пам'ять про отримання незалежності від Російської, Австро-Угорської та Німецької імперій у 1918 році.                             |
| 24 грудня                            | Різдвяний Святвечір            | Wigilia Bożego Narodzenia              | з 2025 року |
| 25 грудня                            | Перший день Різдва             | Pierwszy dzień Bożego Narodzenia       | |
| 26 грудня                            | Другий день Різдва             | Drugi dzień Bożego Narodzenia          | |

## Державні свята

### Неробочі дні
| Дата         | Назва                          | Польська назва                 | Дата встановлення             | Опис                                                                                        |
| ------------ | ------------------------------ | ------------------------------ | ----------------------------- | ------------------------------------------------------------------------------------------- |
| 1 травня     | Державне свято                 | Święto Państwowe               | 1950 рік                      | День праці.                                                                                 |
| 3 травня     | Національне свято третє травня | Święto Narodowe Trzeciego Maja | 1919 рік, 1990 рік (повторно) | В пам'ять про Конституцію 3 травня 1791 року.                                               |
| 11 листопада | Національне свято незалежності | Narodowe Święto Niepodległości | 1937 рік, 1989 рік (повторно) | В пам'ять про отримання в 1918 році незалежності від Російської Імперії, Австрії та Прусії. |

### Робочі дні
| Дата       | Назва | Польська назва | Дата встановлення | Опис |
| ---------- | --- | --- | ----------------- | --- |
| 13 квітня  | День пам'яті жертв Катині                                                                                            | Dzień Pamięci Ofiar Zbrodni Katyńskiej                                                                                           | 2007 рік          | В пам'ять про Катинський розстріл польських офіцерів в квітні 1940 року органами НКВД.                                            |
| 1 березня  | День проклятих солдат                                                                                                | Narodowy Dzień Pamięci «Żołnierzy Wyklętych»                                                                                     | 2011 рік          | В пам'ять про антикомуністичне підпілля.                                                                                          |
| 19 березня | День єдності кашубів                                                                                                 | Dzień Jedności Kaszubów | 2004 рік          | В пам'ять про першу писемну згадку кашубів (1238).                                                                                |
| 8 травня   | Національне свято перемоги та свободи                                                                                | Narodowe Święto Zwycięstwa i Wolności                                                                                            | 1945 рік          | В пам'ять про перемогу у Другій світовій війні. До 15 січня 1951 року — неробочий день.                                           |
| 28 червня  | Національний день пам'яті Познанського червня 1956 року                                                              | Narodowy Dzień Pamięci Poznańskiego Czerwca 1956                                                                                 | 2006 рік          | В пам'ять про антикомуністичні протести 1956 року в місті Познань.                                                                |
| 11 липня   | Національний день пам'яті жертв геноциду, скоєного українськими націоналістами проти громадян Другої Речі Посполитої | Narodowy Dzień Pamięci Ofiar Ludobójstwa dokonanego przez ukraińskich nacjonalistów na obywatelach II Rzeczypospolitej Polskiej) | 2016 рік          | В пам'ять про жертв масової акції проти поляків у липні 1943 року.                                                                |
| 1 серпня   | Національний день пам'яті Варшавського повстання                                                                     | Narodowy Dzień Pamięci Powstania Warszawskiego                                                                                   | 2009 рік          | В пам'ять про Варшавське повстання 1944 року.                                                                                     |
| 15 серпня  | Свято війська Польського                                                                                             | Święto Wojska Polskiego | 1992 рік          | В пам'ять про Варшавську битву 1920 року. Неробочий день, так як збігається з католицьким святом Вознесіння Пресвятої Діви Марії. |
| 31 серпня  | День солідарності та свободи                                                                                         | Dzień Solidarności i Wolności | 2005 рік          | В пам'ять про підписання Серпневих угод 1980 року, ропочавших процес трансформації соціалістичної системи в Польщі.               |
| 27 вересня | День Польської підпільної держави                                                                                    | Dzień Podziemnego Państwa Polskiego                                                                                              | 1998 рік          | В пам'ять про Польську підпільну державу.                                                                                         |
| 16 жовтня  | День Іоанна Павла II                                                                                                 | Dzień Papieża Jana Pawła II | 2005 рік          | В пам'ять про Папу римського Іоанна Павла II. Збігається з католицьким Папським днем.                                             |

## Релігійні свята

### Неробочі дні
| Дата                               | Назва                        | Польська назва                         | Опис                                                                   |
| ---------------------------------- | ---------------------------- | -------------------------------------- | ---------------------------------------------------------------------- |
| 6 січня                            | Богоявлення                  | Święto Trzech Króli                    | З 2011 року (повторно)                                                 |
| Плаваюча дата (березень — квітень) | Перший день Великодня        | Pierwszy dzień Wielkiej Nocy           | Перший день припадає одну з неділь в період з 22 березня по 25 квітня. |
| Плаваюча дата (березень — квітень) | Другий день Великодня        | Drugi dzień Wielkiej Nocy              | Перший день припадає одну з неділь в період з 22 березня по 25 квітня. |
| 7-ма неділя після Великодня        | День Святої Трійці           | Pierwszy dzień Zielonych Świątek       |                                                                        |
| 9-й четвер після Великодня         | Свято Тіла і Крові Христових | Dzień Bożego Ciała                     |                                                                        |
| 15 серпня                          | Вознесіння Богоматері        | Wniebowzięcie Najświętszej Maryi Panny | Збігається з Днем Війська Польського                                   |
| 1 листопада                        | День усіх святих             | Wszystkich Świętych                    |                                                                        |
| 25 грудня                          | Перший день Різдва           | Pierwszy dzień Bożego Narodzenia       |                                                                        |
| 26 грудня                          | Другий день Різдва           | Drugi dzień Bożego Narodzenia          |                                                                        |